# رابانوس
بلدية رابانوس  (بالإسبانية: Rábanos)‏, هي إحدى بلديات مقاطعة برغش, التي تقع في منطقة قشتالة وليون, والتي تقع في شمال غرب إسبانيا.
يبلغ عدد سكانها 91 نسمة وفقاً لإحصائية سنة (2002).